# Астахов, Алексей Матвеевич
Алексе́й Матве́евич Аста́хов (1 января 1904, Старобешево,Мариупольский уезд, Екатеринославская губерния
 — 13 марта 1984, Ростов-на-Дону) — советский металлург, директор Таганрогского металлургического завода (1943—1957). Лауреат Сталинской премии третьей степени.

## Биография
Родился 19 декабря 1903 (1 января 1904) года в селе Старобешево (ныне Донецкая область, Украина) в семье кузнеца. В 1911—1914 годах учился в церковно-приходской школе в Старобешево, в 1914—1915 годах учился в земской школе. В 1915 году поступил в высшее Начальное училище, но вскоре умер отец, через три года, в 1919 году, умерла мать, и Алексею пришлось оставить учёбу.
С 1919 года батрачил у крестьян в родном селе. В 1921—1928 годах работал в учреждениях связи станицы Иловайская и Таганрога. Член ВКП(б) с мая 1929 года.
В 1929—1933 годах учился на металлургическом факультете Ленинградского политехнического института (с 1930 по 1934 года — отраслевой вуз Ленинградский металлургический институт) по специальности «Прокатка». Окончив институт, вернулся в Таганрог на металлургический завод имени А. А. Андреева. Работал инженером по оборудованию УКСа, начальником смены ТСЦ № 1, заместителем начальника ТСЦ № 1, начальником ТСЦ № 2. В 1938—1939 годах — заместитель директора завода.
В январе 1939 года А. М. Астахов был назначен директором Никопольского южно-трубного металлургического завода (Украина). За умелое руководство производством в 1939 году А. М. Астахов был награждён орденом Трудового Красного Знамени, который ему в Москве вручил лично М. И. Калинин.
Во время работы на Украине познакомился с главным инженером Днепропетровского металлургического и трубопрокатного завода имени В. И. Ленина Николаем Тихоновым, дружба с которым продолжалась всю последующую жизнь.

А. М. Астахов с коллегами, Москва, Кремль, 1939

В августе 1941 года в условиях военного времени руководил эвакуацией Никопольского южно-трубного металлургического завода в Первоуральск. Комплектное оборудование трубопрокатного цеха, основное оборудование трубоволочильного цеха — всё это сложное хозяйство в тяжелейших условиях было доставлено на новое место и смонтировано в короткий срок во вновь построенных цехах Т-1 и Т-2 Первоуральского новотрубного завода. Вместе с оборудованием в Первоуральск было эвакуировано свыше 600 ИТР и рабочих.
После сдачи оборудования в Первоуральске Астахов в январе 1942 года был назначен заместителем директора Выксунского металлургического завода. В ноябре 1942 года был назначен директором Московского метизного завода.
После освобождения Таганрога от немецко-фашистских войск, в сентябре 1943 года назначен директором Таганрогского металлургического завода и проработал в этой должности до января 1958 года.
Под его руководством в декабре 1943 года план выпуска валовой продукции был значительно перевыполнен, по-стахановски быстро вводились в строй восстановленные цеха. И. В. Сталин в приветственной телеграмме, направленной руководителям завода в мае 1944 года, поблагодарил таганрогских металлургов за самоотверженный труд по восстановлению завода. В послевоенное время запускались в эксплуатацию новые производственные участки: тонколистовой стан, котлы-утилизаторы в мартеновском цехе № 2, центральная компрессорная, впервые в СССР был успешно освоен выпуск легированных обсадных труб для сверхглубокого бурения.
В 1947 году по приказу Алексея Астахова был создан детский дом № 7 для детей металлургов, погибших во время войны. Для него была выделена двухэтажная гостиница предприятия.
В мае 1950 года на директорской квартире Алексея Астахова, находившейся на «Первой Даче», останавливалась Фаина Раневская, прибывшая в Таганрог на несколько дней с частным визитом.
Большое внимание уделял социальной сфере: при заводе было создано ремесленное училище № 5, реконструирован заводской клуб, заводской спортивный павильон и больница на территории завода, широко велось жилищное строительство.
В 1952 году избирался делегатом XIX съезда КПСС.
Свой послужной список продолжил начальником управления металлургической и химической промышленности Ростовского Совнархоза (1958—1962), начальником управления чёрной и цветной металлургии Северо-Кавказского СНХ (1962—1965). Знаком признания его высокого профессионализма и большого опыта стало назначение на работу в Советском торгпредстве в Венгрии. Трудовой путь А. М. Астахов продолжил, работая заместителем директора Института повышения квалификации руководящих работников и специалистов Минсельхозмаша (Ростов-на-Дону).
С 1980 года — персональный пенсионер Союзного значения.
Умер 13 марта 1984 года в Ростове-на-Дону. Похоронен в Таганроге на «Аллее Славы» Николаевского кладбища.

## Награды и премии
- Орден Ленина
- Орден Трудового Красного Знамени (1939)
- Орден Трудового Красного Знамени (1945)
- Медаль «За доблестный труд в Великой Отечественной войне 1941—1945 гг.»
- Сталинская премия третьей степени (1951) — за разработку и внедрение новой технологии трубопрокатного производства

## Память
- В 2017 году одна из улиц на территории Таганрогского металлургического завода была названа именем Алексея Матвеевича Астахова[10].